# Knox County, Missouri
Knox County är ett administrativt område (county) i delstaten Missouri, USA, med 4 131 invånare. Den administrativa huvudorten (county seat) är Edina. 

## Geografi
Enligt United States Census Bureau har countyt en total area på 1 313 km². 1 310 km² av den arean är land och 3 km² är vatten.   

### Angränsande countyn
- Scotland County - nord
- Clark County - nordost
- Lewis County - öst
- Shelby County - syd
- Macon County - sydväst
- Adair County - väst